# Marche (Roulette)

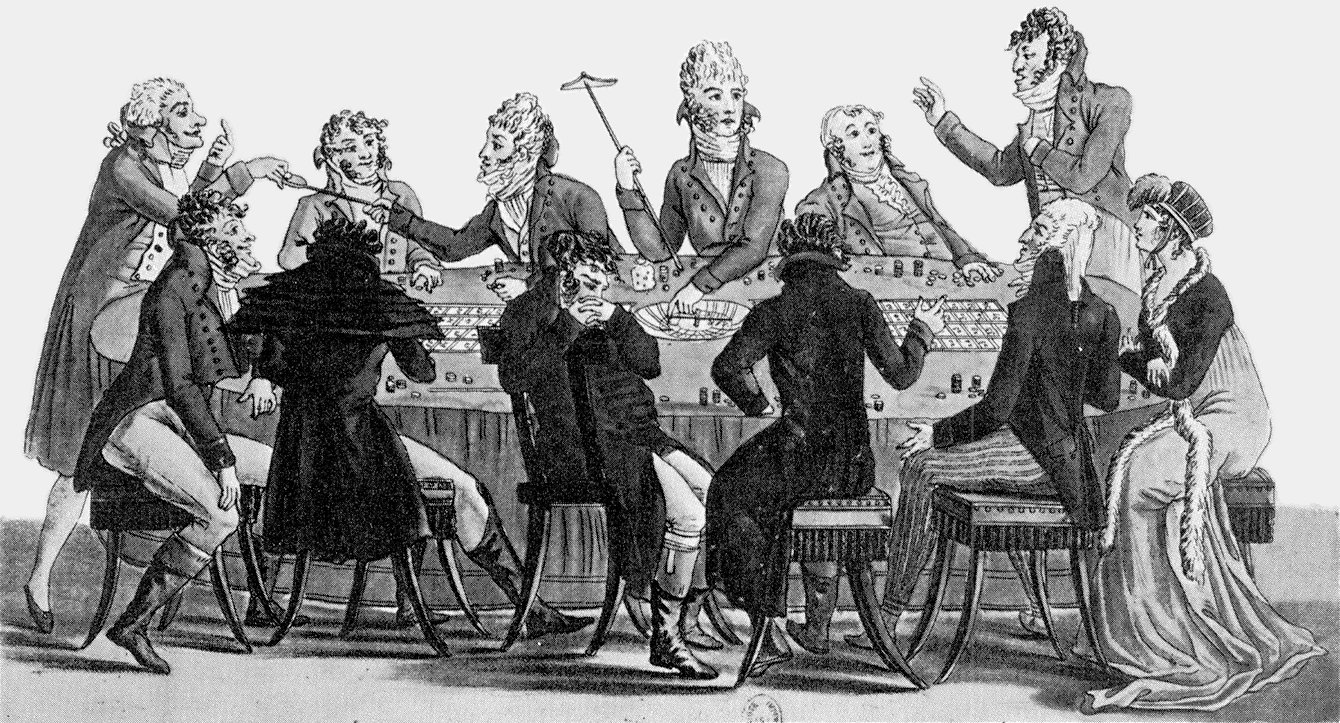
Roulette-Spiel um 1800

Eine (franz.) Marche, oder seltener (deutsch) ein Marsch, bezeichnet eine Satztechnik beim Roulette, bei der der Spieler versucht, aus den vergangenen Resultaten, die von den Spielbanken als sog. Permanenzen herausgegeben werden, die im nächsten Coup eintretenden Chancen vorherzusagen. Dabei werden häufig zuerst ein oder mehrere Coups abgewartet und erst nach Eintritt eines bestimmten Ereignisses, des sogenannten Signalcoups, beginnt man zu setzen.
Marches werden entweder mit Masse égale, d. h. gleichbleibendem Einsatz, oder mit Progression, d. h. mit veränderlichem Einsatz, gespielt. Marches können sowohl für die  einfachen Chancen als auch für die  mehrfachen Chancen angegeben werden.

## Beliebte Marches

### Spiel auf einfache Chancen
- La gagnante (dt.: die Gewinnende): Der Spieler setzt mit der Bank; d. h., er setzt auf die Chance, die zuletzt aufgetreten ist. Ist die Kugel auf Rouge gefallen, so setzt er im nächsten Coup wieder auf Rouge; der Spieler vertraut auf das Eintreten längerer Serien. Gewinnt der Spieler, so lässt er häufig seinen Einsatz mitsamt dem bisherigen Gewinn stehen, er bietet der Bank Paroli.
- La perdante (dt.: die Verlierende): Der Spieler setzt gegen die Bank; d. h., er setzt auf die Chance, die zuletzt verloren hat. Ist die Kugel auf Rouge gefallen, so setzt er im nächsten Coup auf Noir; der Spieler spekuliert auf das  Gesetz des Ausgleichs (Equilibre). Er profitiert von langen Intermittenzen, lange Serien bringen jedoch Verluste, insbesondere bei der klassischen Martingale, hier setzt der Spieler stets auf die Perdante und verdoppelt seinen Einsatz nach jedem Verlust.
- L'avant dernière (dt.: die Vorletzte): Der Spieler setzt auf die im vorletzten Coup aufgetretene Chance; er profitiert von langen Serien und langen Intermittenzen, verliert aber, falls viele Zweierserien auftreten.
- La sauteuse (dt.: die Springerin): Der Spieler setzt stets abwechselnd auf Rouge und Noir unabhängig vom Fall der Kugel.

Eine häufig gespielte Marche ist folgende: Der Spieler beobachtet die in Aussicht genommene Chance und wartet, bis eine eventuell gerade laufende Serie durch einen Gegenschlag beendet wird. Nach jedem Einser- oder Zweier-Coup setzt er die Perdante, nach jeder Dreier- oder Vierer-Serie setzt er die Gagnante – im Vertrauen auf die Fortdauer der Serie. Nach jeder Fünfer-Serie unterbricht er das Spiel und setzt es erst nach Beendigung der Serie wieder fort.

### Nummernspiel
- Restanten, Retardaires (dt.: die Zurückbleibenden)

Der Spieler setzt auf Zahlen, die schon lange nicht getroffen wurden, in der Hoffnung, dass diese „überfälligen“ Nummern ihren „Rückstand“ demnächst „aufholen“ (sogenannte „Maturität der Chancen“, siehe Spielerfehlschluss).
- Favoriten, Dominanten

Der Spieler setzt auf Zahlen, die in der Vergangenheit häufiger als es dem Mittel entspricht aufgetreten sind, in der Hoffnung, dass sich dieser „Trend“ auch in Zukunft fortsetzt.
Eine Variante des Favoriten-Spiels ist folgende: Der Spieler setzt im ersten Coup eine Einheit auf die zuletzt getroffene Zahl, im zweiten Coup auf die beiden zuletzt getroffenen Zahlen, im dritten Coup auf die letzten drei Zahlen usf., solange bis erstmals eine besetzte Zahl gewinnt: Da im Laufe einer Rotation (d. h. einer Folge von 37 Coups) im Allgemeinen nur zwei Drittel der Zahlen, und davon die Hälfte mehrfach, getroffen werden (sog.  Zwei-Drittel-Gesetz), tritt im Mittel nach dem siebenten oder achten Coup der erste Gewinn ein.

## Bewertung
Wer sich beim Spiel an eine Marche hält, nimmt an, dass eine Chance, nachdem sie ein oder mehrere Male aufgetreten bzw. ausgeblieben ist, mit größerer Wahrscheinlichkeit auftritt, als die entgegengesetzte Chance.
Diese Annahme ist jedoch falsch: Die Roulette-Kugel ist eine Zufallsmaschine ohne Gedächtnis, d. h., jeder neue Coup ist von den vorangegangenen Coups vollkommen unabhängig. Wenn also die Kugel z. B. fünfmal hintereinander auf Rouge gefallen ist, so ist die Wahrscheinlichkeit, dass im nächsten Coup wiederum Rouge fällt, weder gestiegen noch gesunken, sondern beträgt weiterhin 18/37.
Zur Verdeutlichung: Im Gegensatz zur Roulette-Kugel oder zu Spielwürfeln besitzt ein Paket Spielkarten sehr wohl ein „Gedächtnis“: Wenn aus einem Paket mit 52 Blatt zunächst fünfmal hintereinander eine rote Karte gezogen wird und diese nicht in den Stapel zurückgelegt werden, so ist die Wahrscheinlichkeit für das erneute Ziehen einer roten Karte natürlich verschieden von der ursprünglichen Wahrscheinlichkeit (1/2).
Obwohl die dem Spiel nach einer Marche zugrundeliegende Annahme falsch ist, so ist sie doch nicht schädlich: Der Spieler verbessert seine Chancen zwar nicht, er verschlechtert sie aber auch nicht; insofern ist auch keine Marche einer anderen überlegen.